# Броварська Зінаїда Іванівна
Зінаїда Іванівна Броварська (нар. 31 серпня 1916, станція Одеса-Дачна — пом. 18 лютого 2005, Мінськ) — радянська і білоруська актриса театру і кіно, режисер, педагог, народна артистка Білоруської РСР (1967).

## Біографія
Народилась 1916 року, а у 1937 році закінчила державний інститут театрального мистецтва імені А. В. Луначарського (ГІТІС). Учениця М. Тарханова, М. Плотнікова, Є. Телешева. Відразу після закінчення інституту переїхала до Білорусі з чоловіком Оскаром Гаутманом, призначеним директором оперного театру, в Мінськ.
Дебютувала на сцені Білоруського театру юного глядача імені М. Крупської.
З 1938 р. і до початку німецько-радянської війни служила в першому Білоруському державному драматичному театрі у Мінську (нині — Національний академічний театр імені Янки Купали). У 1941—1950 рр. — актриса московського фронтового театру «Вогник», театрів Ашхабада, Пензи, Куйбишева.
Після закінчення війни до смерті в 2005 році знову виступала на сцені театру імені Янки Купали в Мінську, де зіграла близько 100 ролей.
Крім театру виступала на Білоруському радіо.
Як театральний режисер поставила понад 40 вистав. Серед них: «Країна Мурлиндія» (1967 р.), «Мафін та його славна корчма» за Є. Хогарт (1970), «Війна під дахами» за А. Адамовичем (1978 р.) та інші.
В 1953—1955 і 1967—1988 роках викладала в Білоруському театрально-художньому інституті (нині Білоруська державна академія мистецтв).

## Обрані театральні ролі
- Мати — Андрій Макайонок «Затюканий апостол»;
- Зелкіна — Кіндрат Кропива «Хто сміється останнім»;
- Ержі — Іштван Еркень «Гра з кішкою».

## Фільмографія
- 1954 — Хто сміється останнім? — Зіна Зелкіна
- 1957 — Наші сусіди — Зінаїда Іванівна
- 1958 — Годинник зупинилвся опівночі — фрау фон Кауніц
- 1967 — Поруч з вами — Надія Петрівна
- 1970 — Крах (телевізійний фільм) — імператриця Олександра Федорівна
- 1973 — Ганнушка (у складі кіноальманаху «Червоний агат»
- 1987 — Останній день матріархату — Марина Миколаївна